# Prisoner of Love (Utada Hikaru)
Prisoner of Love è un brano musicale della cantante giapponese Utada Hikaru, pubblicato sul mercato giapponese come suo ventunesimo singolo e trentesimo complessivamente, pubblicato il 21 maggio 2008. Prisoner of Love è stato utilizzato nella colonna sonora del dorama televisivo Last Friends, ed ha vinto il premio come miglior tema musicale in occasione della cinquantasettesima edizione del Drama Academy Awards. Prisoner of Love è stato il terzo MP3 più scaricato nel corso del 2008. Il singolo invece ha venduto circa 82 000 copie. Il brano ha fatto parte della scaletta del tour della Utada Wild Life nel 2010.

## Tracce
CD
1. Prisoner of Love - 4:46
2. Prisoner of Love ~Quiet Version~ - 4:34
3. Prisoner of Love (Original Karaoke) - 4:44
4. Prisoner of Love ~Quiet Version~ (Original Karaoke) - 4:34

DVD
1. Prisoner of Love (Music Video)

## Classifiche
| Classifica (2008)                               | Posizione massima |
| ----------------------------------------------- | ----------------- |
| Billboard Billboard Japan Hot 100               | 2                 |
| Oricon weekly singles                           | 2                 |
| Oricon yearly singles                           | 95                |
| RIAJ Reco-kyō ringtones Top 100                 | 2                 |
| RIAJ Reco-kyō ringtones Top 100 - Quiet Version | 27                |
| Classifica (2010)                               | Posizione massima |
| RIAJ Digital Track Chart Top 100                | 83                |